# Грейам (округ, Аризона)
Гре́йам (англ. Graham County) — округ в штате Аризона, США. Официально образован в 1881 году. По состоянию на 2010 год, численность населения составляла 37 220 человек.

## География
По данным Бюро переписи США, общая площадь округа равняется 12 020,202 км2, из которых 11 973,582 км2 суша и 49,210 км2 или 0,400 % это водоемы.
На горе Грейам расположена астрономическая обсерватория.

## Население
По данным переписи населения 2000 года в округе проживает 33 489 жителей в составе 10 116 домашних хозяйств и 7 617 семей. Плотность населения составляет 3,00 человека на км2. На территории округа насчитывается 11 430 жилых строений, при плотности застройки около 1,00-го строения на км2. Расовый состав населения: белые — 67,11 %, афроамериканцы — 1,87 %, коренные американцы (индейцы) — 14,95 %, азиаты — 0,56 %, гавайцы — 0,04 %, представители других рас — 13,35 %, представители двух или более рас — 2,14 %. Испаноязычные составляли 27,04 % населения независимо от расы.
В составе 39,00 % из общего числа домашних хозяйств проживают дети в возрасте до 18 лет, 57,20 % домашних хозяйств представляют собой супружеские пары проживающие вместе, 13,40 % домашних хозяйств представляют собой одиноких женщин без супруга, 24,70 % домашних хозяйств не имеют отношения к семьям, 20,90 % домашних хозяйств состоят из одного человека, 9,90 % домашних хозяйств состоят из престарелых (65 лет и старше), проживающих в одиночестве. Средний размер домашнего хозяйства составляет 2,99 человека, и средний размер семьи 3,47 человека.
Возрастной состав округа: 30,10 % моложе 18 лет, 12,00 % от 18 до 24, 27,30 % от 25 до 44, 18,70 % от 45 до 64 и 18,70 % от 65 и старше. Средний возраст жителя округа 31 лет. На каждые 100 женщин приходится 112,50 мужчин. На каждые 100 женщин старше 18 лет приходится 115,10 мужчин.
Средний доход на домохозяйство в округе составлял 29 668 USD, на семью — 34 417 USD. Среднестатистический заработок мужчины был 30 524 USD против 20 739 USD для женщины. Доход на душу населения составлял 12 139 USD. Около 17,70 % семей и 23,00 % общего населения находились ниже черты бедности, в том числе — 30,20 % молодежи (тех, кому ещё не исполнилось 18 лет) и 13,60 % тех, кому было уже больше 65 лет.